# Nicolas Rousseau
Nicolas Rousseau (16 maart 1983) is een Frans voormalig wielrenner. Hij staat bekend als goede tijdrijder en komt uit het baanwielrennen.

## Belangrijkste overwinningen
2009
- 1e etappe Route du Sud

2010
- 3e etappe Ronde van Gabon

## Resultaten in voornaamste wedstrijden
| Jaar | Ronde van Italië | Ronde van Frankrijk | Ronde van Spanje |
| ---- | ---------------- | ------------------- | ---------------- |
| 2007 |                  |                     |                  |
| 2008 | 122e             |                     |                  |
| 2009 |                  |                     |                  |
| 2011 |                  |                     |                  |

| Jaar | Gent-Wevelgem | Parijs-Roubaix | Parijs-Tours |  | Wereldranglijsten |
| ---- | ------------- | -------------- | ------------ |  | ----------------- |
| 2007 | 128e          | 34e            | 96e          |  | 235e (UPT)        |
| 2008 |               |                | 137e         |  |                   |
| 2009 |               |                | 103e         |  |                   |
| 2011 |               |                | 74e          |  |                   |

## Ploegen
- 2006 - Ag2r Prévoyance (Stagiair vanaf 01-08)
- 2007 - Ag2r Prévoyance
- 2008 - Ag2r-La Mondiale
- 2009 - Ag2r-La Mondiale
- 2010 - Ag2r-La Mondiale
- 2011 - BigMat-Auber 93
- 2012 - BigMat-Auber 93